# Уротропин
Уротропинът (хексаметилентетрамин, хексамин, сух спирт, (CH2)6N4) е химично вещество, получено при реакцията между 6 мола формалдехид и 4 мола амоняк. Представлява бял кристален прах, широко използван в промишлеността. Размерът на частиците варира между 80 и 800 μm, топи се при 270 °С. Регистриран е и като хранителна добавка (консервант) Е239.
Той се използва в каучуковите и текстилни лепила, за горивни блокчета („подпалки“), при производство на фенолформалдехидни смоли, в медицината (при възпаление на пикочната система, грип, менингит и др.), във фотографската индустрия, в производството на взривни вещества (хексоген и октоген и ХМТД – хексаметилентрипероксиддиамин), за корозионна защита, като протеинов модификатор, като реактив в химическите анализи, в дезодорантите и др.